# 1978年美國聯盟東區封王決勝加賽
1978年美國聯盟東區封王決勝加賽是美國職棒大聯盟1978年賽季的一場決勝加賽。這場加賽於10月2日星期一在波士頓芬威球場舉行，目的是從有著基襪世仇的紐約洋基隊和波士頓紅襪隊中決定誰是美國聯盟東區龍頭。
這場決勝加賽的舉行原因是因為洋基隊和紅襪隊在正規賽季結束後，戰績並列美聯東區第一，勝率都是.611。當時賽季的最後一天是10月1日星期日，洋基隊仍保有一場勝差，但他們以2比9敗給了印地安人隊，而紅襪隊則是以5比0完封藍鳥隊，導致雙方必須加賽。紅襪隊因為在擲硬幣決定時勝出，因此獲得主場優勢。在棒球統計中，這場決勝加賽將被視為兩隊正規賽季的第163場比賽，所有在本場比賽的內容都會被算入正規賽季的統計中。
洋基隊的先發投手是羅恩·吉德里，而紅襪隊則派出麥克·托雷斯。紅襪隊二局下半靠著左外野手卡爾·雅澤姆斯基的全壘打及右外野手吉姆·賴斯帶有一分打點的一壘安打，取得2比0領先。洋基隊則在七局上半逆轉戰局，首先左打的游擊手巴奇·登特把球打到左外野的大牆外，形成三分全壘打，比數變成3比2，之後洋基隊又追加兩分，將比數擴大為5比2。紅襪隊雖然又追回來兩分，但九局下半洋基隊中繼投手戈斯·戈沙基面對最後一名打者雅澤姆斯基時，讓其打成內野高飛球被三壘手克雷格·奈托斯接殺出局，成功拿下救援成功，紅襪隊最終無力回天。吉德里也拿下勝投，而紅襪隊的托雷斯則是苦吞敗投。
洋基隊取勝後，這季以結算勝率.613奪得美聯東區冠軍，開啟了通往世界大賽冠軍的大門。這場比賽是大聯盟自1969年施行分區制度以來的首場決勝加賽。截至2022年，1978年的洋基隊是最後一支打完決勝加賽後還奪下該年世界大賽冠軍的球隊。

## 背景
洋基隊和紅襪隊霸佔了過去三年美國聯盟的龍頭地位：其中紅襪隊在1975年輸掉世界大賽，而洋基隊則是於1976年輸球，但贏下1977年的世界大賽。來到1978年時，洋基隊、紅襪隊和巴爾的摩金鶯隊三支球隊繼1977年後又再度爭奪美聯東區第一之位。金鶯隊和紅襪隊在1977年並列第二，都落後洋基隊2+1⁄2場勝差。擁有盧·惠特克和艾蘭·川默的底特律老虎隊相當年輕，亦有一爭美聯東區第一的實力。
紅襪隊休賽季時簽下自由球員麥克·托雷斯，他曾在1977年世界大賽為洋基隊奪下兩勝。1978年開季前，紅襪隊透過交易得到了丹尼斯·艾克斯利，與托雷斯、比爾·李和路易斯·提安特一同擔任紅襪隊的先發輪值。而洋基則是補強了戈斯·戈沙基及洛利·伊斯維克，與1977年美聯賽揚獎得主史帕基·萊爾共同組成牛棚陣容。當年全明星賽裡，兩隊各有五名球員入選：洋基隊的部分有戈沙基、羅恩·吉德里、克雷格·奈托斯、瑟曼·蒙森和瑞吉·傑克森；而紅襪隊則有卡爾·雅澤姆斯基、弗瑞德·林恩、瑞克·伯勒森、卡爾頓·費斯克和吉姆·賴斯。
紅襪隊曾一度領先十場勝差，當時第二名是密爾瓦基釀酒人隊，洋基隊則是第三名。洋基隊的威利·藍道夫、凱特費許·杭特、巴奇·登特、米奇·里弗斯等人先後受傷，導致戰績落居第四，讓金鶯隊爬到第三名。經過老闆喬治·史坦布瑞納徹底改造後（包括將蒙森從捕手移往右外野），洋基隊球團在7月24日開除了容易激動的總教練比利·馬丁，改由鮑伯·雷蒙接任。洋基隊全明星賽後的五場就輸了四場，還包括在主場三連戰被皇家隊橫掃，主力瑞吉·傑克森更遭到禁賽；他們的勝率在7月19日早晨時只有.528，遠遠落後紅襪隊達14場勝差。然而洋基隊在最後73場比賽急起直追，打出極佳的.712勝率，而紅襪隊與此期間的勝率僅有.521。這段期間還包括9月初洋基隊在芬威球場四連戰對紅襪隊的橫掃，那四場的總比分懸殊，洋基隊對紅襪隊為42比9；這個系列賽被體育媒體稱作「波士頓大屠殺」。四連戰結束後的9月10日星期日，兩隊已經以.606的勝率變成並列第一，同時還剩下最後20場比賽。
三天後，洋基隊成功攻頂美聯東區龍頭，並持續到季末的最後一天都未曾跌出寶座。9月16日星期六，紅襪在兩隊的對戰中落敗後，雙方的勝差來到了3+1⁄2場。但隔天的戰局卻風雲變色，紅襪隊不但取勝，還在未來兩周拉出12勝2敗的高潮，並成功在洋基隊賽程剩下七場時，追成一場勝差。洋基隊雖然拉出六連勝，但卻於10月1日星期日最後一場在自家主場面對印地安人隊時輸球，而紅襪隊則是最後八場全勝追上洋基隊，芬威球場也在印地安人隊左投瑞克·維特斯率隊9比2完投勝洋基隊後，在大螢幕上打出喜訊：「謝謝你瑞克·維特斯，明天比賽見（THANK YOU RICK WAITS, GAME TOMORROW）」。

## 比賽過程
這是美聯自1948年以來的第一場決勝加賽，當年印地安人隊在芬威球場擊敗紅襪隊後奪得美聯龍頭之位，同時這也是大聯盟自1969年施行分區制度以來的第一場。洋基隊派出162場正規季賽中拿下24勝的吉德里先發，但這次僅休息三天，比平常還要短；而紅襪隊則是推出托雷斯先發，他曾在開幕戰當天代表球隊先發，並在季賽中取得16勝12敗的戰績，但紅襪隊季末的掙扎使其苦吞六連敗。比賽於10月2日美國東部時間下午兩點三十分開打，全國電視轉播則是由ABC負責。

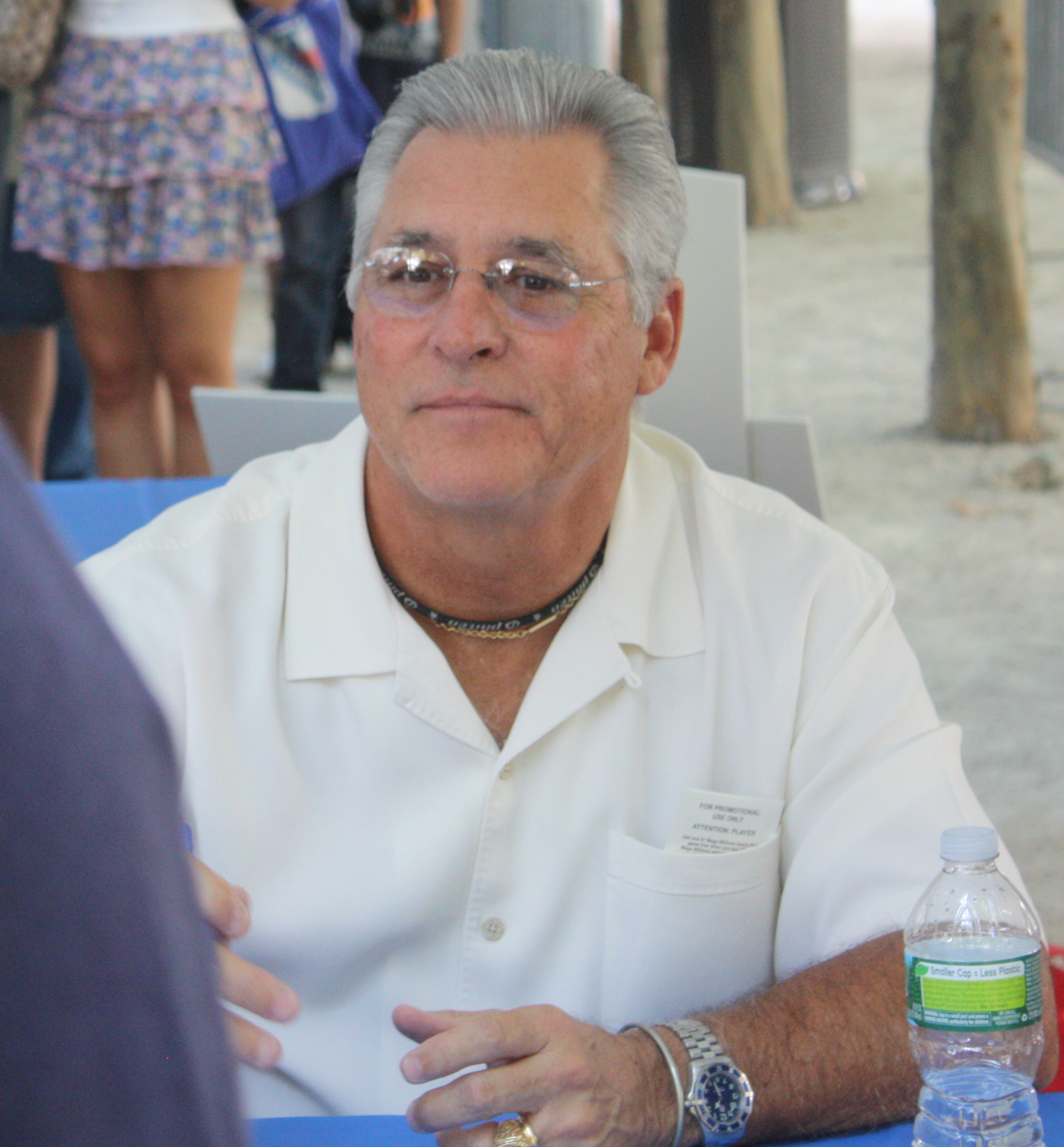
2010年的巴奇·登特

紅襪隊的卡爾·雅澤姆斯基在二局下半打出陽春全壘打，吉姆·賴斯則在六局下半打出一分打點的一壘安打送回瑞克·伯勒森，幫助紅襪隊取得2比0領先。但七局上半一出局後風雲變色，紅襪隊的先發投手托雷斯先後被洋基隊的克里斯·錢布里斯和羅伊·懷特各擊出一支一壘安打，雖然讓下一棒吉姆·斯賓塞擊出飛球出局，但輪到登特打擊時，他一棒將球打到左外野綠色怪物的大牆外，變成一支三分全壘打，使得戰局逆轉，由洋基隊取得3比2領先。
托雷斯在保送米奇·里弗斯後退場，由中繼投手鮑伯·史丹利接替投球。在里弗斯盜上二壘後，瑟曼·蒙森又用二壘安打一棒將前者送回得分。到了八局上半，瑞吉·傑克森的陽春全壘打錦上添花，比數拉開到5比2。然而紅襪隊八局下半就展開反攻，面對洋基隊終結者戈斯·戈沙基的投球，弗瑞德·林恩和雅澤姆斯基各打出一支一分打點一壘安打讓比賽再次回到一分差。但洋基隊最終能成功守下紅襪的反撲，有一部份要歸功於右外野手盧·皮涅拉九局下半機警的防守表現：當時是一出局伯勒森在一壘，傑里·雷米打出右外野平飛球，可是皮涅拉卻因傍晚陽光的照射而無法看清球使其落地。然而他卻表現出很正常防守的樣子，拍了一下手套後將反彈球輕鬆接進手套。這讓伯勒森被擋在了二壘，導致下一棒賴斯打出外野深遠飛球時，前者也只能推進到三壘而非跑回追平分。
此時紅襪隊兩出局兩人在壘，輪到雅澤姆斯基上場打擊，但他擊出三壘方向界外區的飛球，被洋基隊三壘手克雷格·奈托斯接殺抓到最後一個出局數，洋基隊以5比4拿下這場勝利。吉德里拿下勝投後勝率來到了.893，而托雷斯則是吞下敗投，同時戈沙基則取得第27次救援成功。

## 記分板
| 紐約洋基隊 | 0 | 0 | 0 | 0 | 0 | 0 | 4 | 1 | 0 | 5 | 8  | 0 |
| 波士頓紅襪隊 | 0 | 1 | 0 | 0 | 0 | 1 | 0 | 2 | 0 | 4 | 11 | 0 |
| 勝投： 羅恩·吉德里（25勝3敗） 敗投： 麥克·托雷斯（16勝13敗） 救援成功： 戈斯·戈沙基（27救援成功） 全壘打： 洋基隊：巴奇·登特 5（7局上，3分）、瑞吉·傑克森 27（8局上，1分） 紅襪隊：卡爾·雅澤姆斯基 17（2局下，1分） 觀眾人數： 32,925人 |   |   |   |   |   |   |   |   |   |   |    |   |

## 球員成績
| 洋基隊                | AB | R | H | RBI | BB | SO | AVG  |
| --------------------- | -- | - | - | --- | -- | -- | ---- |
| 米奇·里弗斯（CF）     | 2  | 1 | 1 | 0   | 2  | 0  | .265 |
| 保羅·布萊爾（PH–CF）  | 1  | 0 | 1 | 0   | 0  | 0  | .176 |
| 瑟曼·蒙森（C）        | 5  | 0 | 1 | 1   | 0  | 3  | .297 |
| 盧·皮涅拉（RF）       | 4  | 0 | 1 | 0   | 0  | 0  | .314 |
| 瑞吉·傑克森（DH）     | 4  | 1 | 1 | 1   | 0  | 0  | .274 |
| 葛雷格·奈托斯（3B）   | 4  | 0 | 0 | 0   | 0  | 1  | .276 |
| 克里斯·錢布里斯（1B） | 4  | 1 | 1 | 0   | 0  | 0  | .274 |
| 羅伊·懷特（LF）       | 3  | 1 | 1 | 0   | 1  | 1  | .269 |
| 蓋瑞·湯馬森（LF）     | 0  | 0 | 0 | 0   | 0  | 0  | .233 |
| 布萊恩·道爾（2B）     | 2  | 0 | 0 | 0   | 0  | 0  | .192 |
| 吉姆·斯賓塞（PH）     | 1  | 0 | 0 | 0   | 0  | 0  | .227 |
| 佛瑞德·史丹利（2B）   | 1  | 0 | 0 | 0   | 0  | 0  | .219 |
| 巴奇·登特（SS）       | 4  | 1 | 1 | 3   | 0  | 1  | .243 |
| 隊伍總計              | 35 | 5 | 8 | 5   | 3  | 6  | .229 |

| 洋基隊                         | IP    | H  | R | ER | BB | SO | HR | ERA  |
| ------------------------------ | ----- | -- | - | -- | -- | -- | -- | ---- |
| 羅恩·吉德里（W，25勝3敗）      | 6+1⁄3 | 6  | 2 | 2  | 1  | 5  | 1  | 1.74 |
| 戈斯·戈沙基（S，27次救援成功） | 2+2⁄3 | 5  | 2 | 2  | 1  | 2  | 0  | 2.01 |
| 隊伍總計                       | 9     | 11 | 4 | 4  | 2  | 7  | 1  | 4.00 |

| 紅襪隊                | AB | R | H  | RBI | BB | SO | AVG  |
| --------------------- | -- | - | -- | --- | -- | -- | ---- |
| 瑞克·伯勒森（SS）     | 4  | 1 | 1  | 0   | 1  | 1  | .248 |
| 傑里·雷米（2B）       | 4  | 1 | 2  | 0   | 0  | 0  | .278 |
| 吉姆·賴斯（RF）       | 5  | 0 | 1  | 1   | 0  | 1  | .315 |
| 卡爾·雅澤姆斯基（LF） | 5  | 2 | 2  | 2   | 0  | 1  | .277 |
| 卡爾頓·費斯克（C）    | 3  | 0 | 1  | 0   | 1  | 0  | .284 |
| 弗瑞德·林恩（CF）     | 4  | 0 | 1  | 1   | 0  | 0  | .298 |
| 布奇·霍布森（DH）     | 4  | 0 | 1  | 0   | 0  | 1  | .250 |
| 喬治·史考特（1B）     | 4  | 0 | 2  | 0   | 0  | 2  | .233 |
| 傑克·布洛哈默（3B）   | 1  | 0 | 0  | 0   | 0  | 0  | .234 |
| 鮑伯·貝利（PH）       | 1  | 0 | 0  | 0   | 0  | 1  | .191 |
| 弗蘭克·達菲（3B）     | 0  | 0 | 0  | 0   | 0  | 0  | .260 |
| 德懷特·埃文斯（PH）   | 1  | 0 | 0  | 0   | 0  | 0  | .247 |
| 隊伍總計              | 36 | 4 | 11 | 4   | 2  | 7  | .306 |

| 紅襪隊                     | IP    | H | R | ER | BB | SO | HR | ERA  |
| -------------------------- | ----- | - | - | -- | -- | -- | -- | ---- |
| 麥克·托雷斯（L，16勝13敗） | 6+2⁄3 | 5 | 4 | 4  | 3  | 4  | 1  | 3.96 |
| 鮑伯·史丹利                | 0+1⁄3 | 2 | 1 | 1  | 0  | 0  | 1  | 2.60 |
| 安迪·哈斯勒                | 1+2⁄3 | 1 | 0 | 0  | 0  | 2  | 0  | 3.87 |
| 迪克·德拉戈                | 0+1⁄3 | 0 | 0 | 0  | 0  | 0  | 0  | 3.03 |
| 隊伍總計                   | 9     | 8 | 5 | 5  | 3  | 6  | 2  | 5.00 |

## 廣播覆蓋區域
這場比賽是由各隊轉播權擁有者負責各自區域的轉播：紅襪隊是由WSBK-TV負責波士頓區域，而洋基隊則是由WPIX負責紐約市。ABC體育頻道負責轉播給全國觀眾，也因此另外提供轉播權利給紐約和波士頓的附屬轉播單位。ABC的轉播員是由基思·傑克森和唐·德萊斯戴爾負責。
廣播方面，CBS廣播網負責全國範圍的轉播，由厄尼·哈維爾擔任主播，溫·埃利奧特擔任球評。主場角度的廣播方面，洋基隊的廣播是WINS負責，而紅襪隊則是由WITS負責。
紅襪隊的電視轉播員是迪克·史托克頓和肯·哈雷森，廣播轉播員則是內德·馬丁和吉姆·伍茲。而洋基的電視和廣播轉播員都是菲爾·里茲圖、弗蘭克·梅塞爾和比爾·懷特，廣播轉播員另外還有弗朗·希利支援。

## 後續發展
洋基隊連續三年在美聯冠軍賽中面對到堪薩斯皇家隊，並再次在五戰三勝制中勝出，三連霸美聯冠軍。隨後他們在世界大賽中擊敗洛杉磯道奇隊，二度蟬聯寶座，拿下隊史第22座冠軍。
紅襪隊這場敗仗也被視為貝比魯斯魔咒發威所致，這個魔咒的起源於1920年1月5日，當時紅襪隊老闆哈利·佛瑞茲將貝比魯斯賣給洋基隊後，球隊就陷入數十年的失敗當中無法奪冠。登特的全壘打被體育新聞描寫為「令人震驚的爆炸（shocking blast）」，一瞬間就讓芬威球場鴉雀無聲。對於不擅長打的登特來說，這只不過是他在1978年賽季的第五支全壘打而已。這支全壘打也讓登特在洋基球迷間享有美名，在新英格蘭地區還被紅襪隊球迷給出永久暱稱「Bucky Fucking Dent」。幾年後，登特成為了洋基隊總教練，但在1990年球季中與紅襪隊進行系列賽時遭到開除。二十五年後的美聯冠軍賽第七戰，亞倫·布恩在十一局下半擊出的致勝全壘打同樣讓紅襪隊球迷給他「Fucking」的稱呼，也同樣助洋基隊奪得美聯冠軍，但洋基隊最終仍是在當年世界大賽中以2勝4敗輸給了佛羅里達馬林魚隊 。
吉德里和賴斯都因該季相當優異的表現而入圍美聯最有價值球員獎，最終賴斯獲選，吉德里則是票選第二名。吉德里另外贏得了美聯賽揚獎，而鮑伯·雷蒙則被選為美聯年度最佳總教練。

## 延伸閱讀
- Fleming, Frank. . Barstool Sports. 2018-10-02  [2018-10-02]. （原始内容存档于2018-10-02）.
- Kelly, Matt. . MLB.com. 2018-10-02  [2018-10-02]. （原始内容存档于2018-10-25）.
- Schwartz, Jonathan. . Pleasantville, New York: Akadine Press. 2000. ISBN 1-58579-011-7.